# Arisaema fraternum
Arisaema fraternum är en kallaväxtart som beskrevs av Heinrich Wilhelm Schott. Arisaema fraternum ingår i släktet Arisaema och familjen kallaväxter. Inga underarter finns listade.